# 板倉東洋大前站

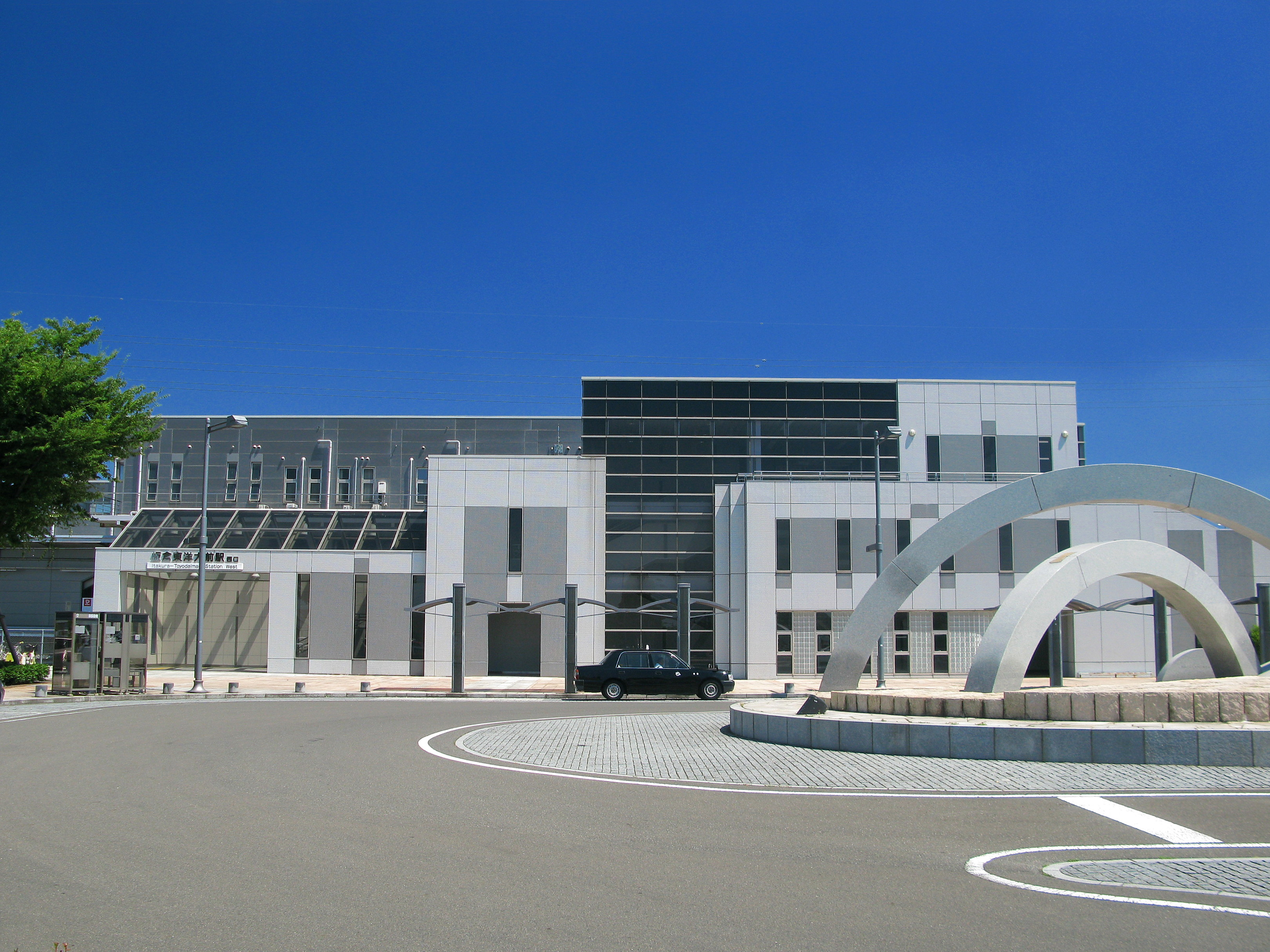
西口（2012年8月）

板倉東洋大前站（日语：／ Itakura-Tōyōdai-mae eki */?）是群馬縣邑樂郡板倉町朝日野一丁目的東武鐵道日光線車站。車站編號TN 07。
本站是群馬縣最東端的車站，也是東武日光線唯一在群馬縣的車站。前後兩站所在地分別是埼玉縣與栃木縣，是日本少數連續三站在不同縣的案例。

## 年表
- 1997年（平成9年）3月25] - 開業。
  - 日光線最新的車站，在東武鐵道中次於鬼怒川線東武世界廣場站、野田線流山大鷹之森站、東上線月之輪站、野田線新鎌谷站位居第五。若計入東京地下鐵管理站伊勢崎線押上站則排名第六。
- 2012年（平成24年）3月17日 - 導入車站編號TN 07。
- 2013年（平成25年）3月16日 - 早晨時段的下行「華嚴」1號增停本站。本站成為特急停靠站。
- 2017年（平成29年）4月21日 - 「華嚴」1號時間提前，改成使用500系（日语：東武500系電車）的「Revaty華嚴」1號。下午時段的上行「華嚴」36號增停本站[1]。

## 車站構造

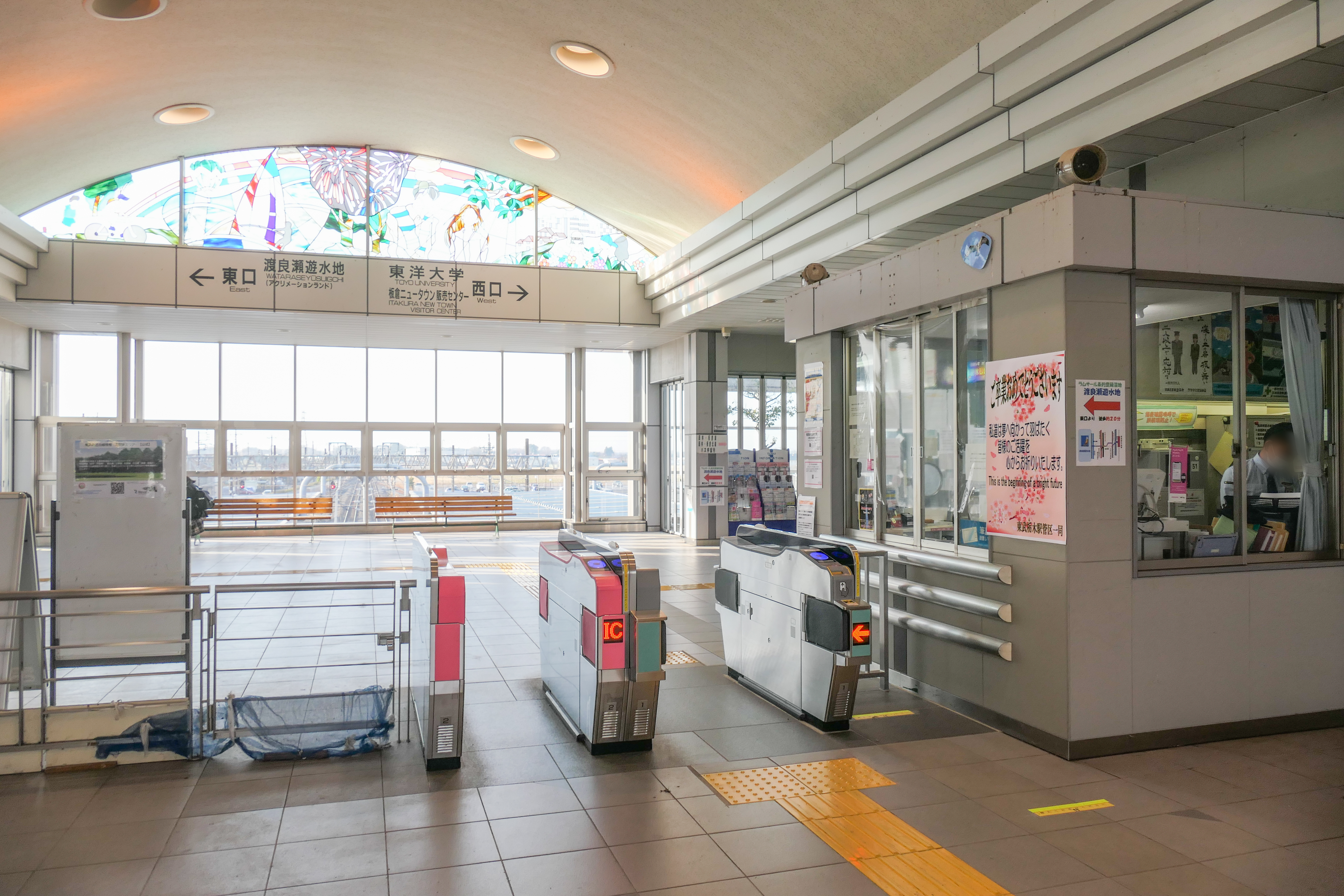
檢票口（2022年3月）

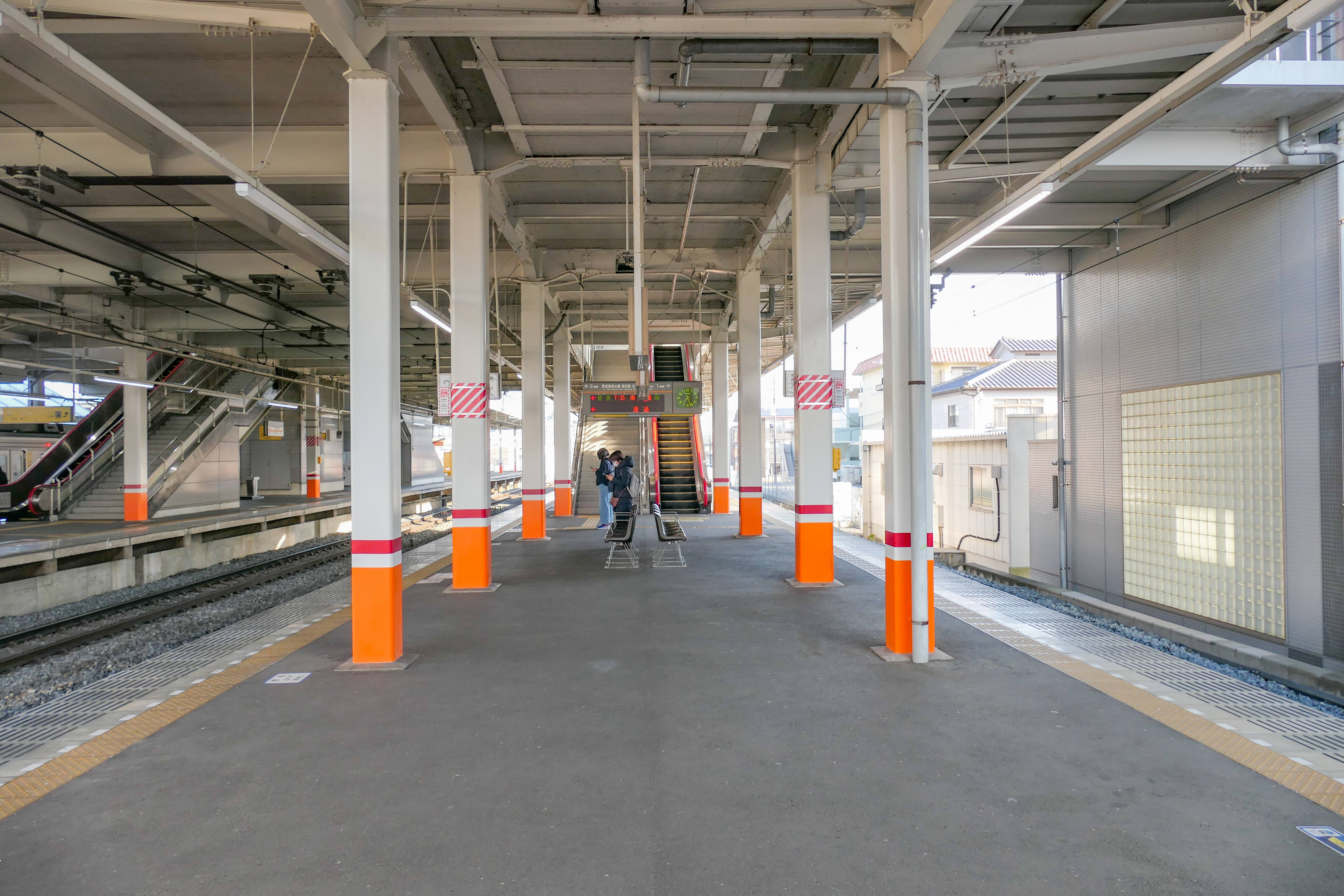
1號與2號線月台（2022年3月）

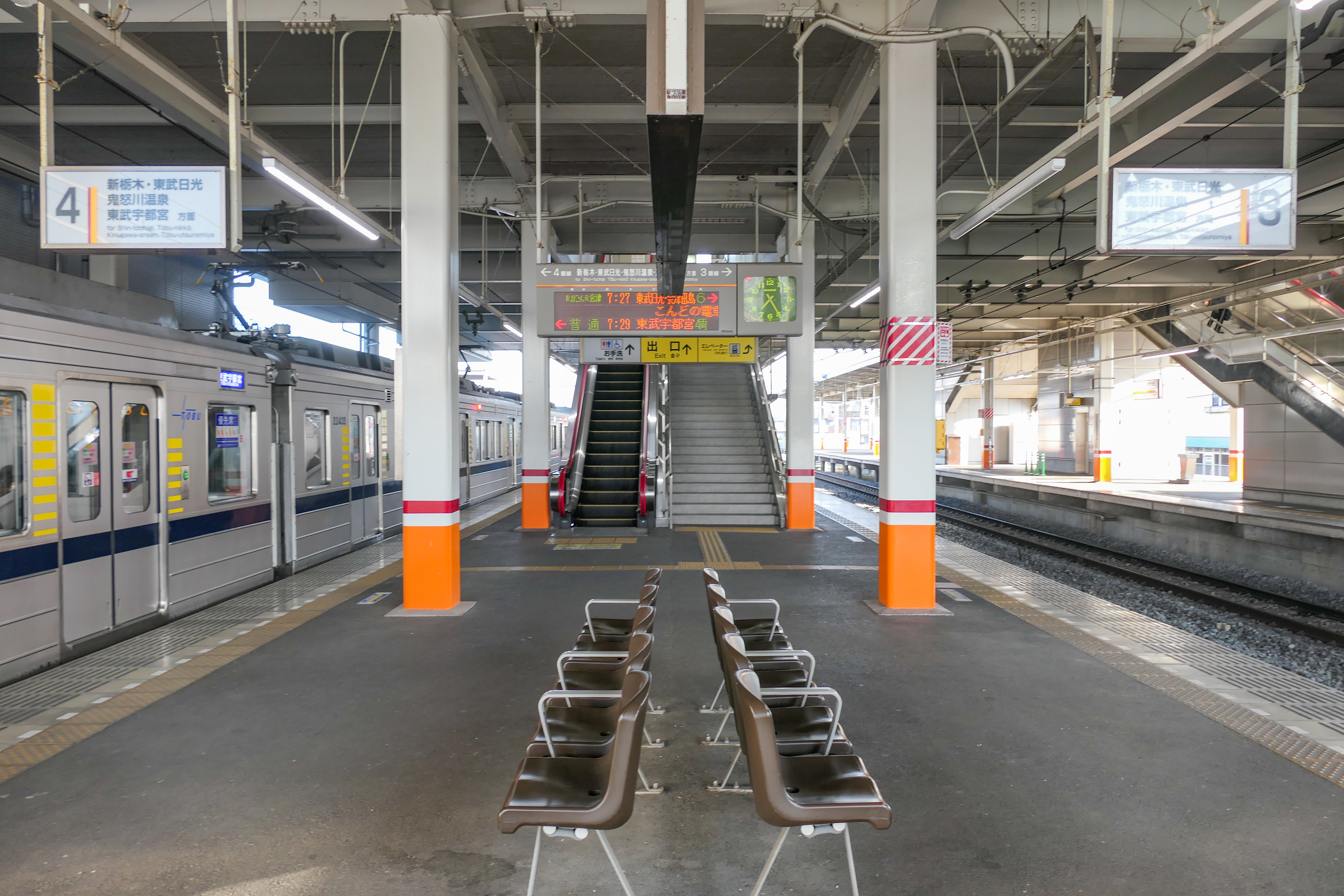
3號與4號線月台（2022年3月）

板倉東洋大前站是日光線唯一在群馬縣、也是該縣最東端的車站。前後兩站所在地分別是埼玉縣與栃木縣，是日本少數連續三站在不同縣的案例。
本站是地方人士請願而設立的請願站，同時還讓快速（現在的急行）增停本站。
2006年改點後，白天的快速改為區間快速，地方人士以「違反約定」提出抗議，町議會也質疑太多急行電車止於南栗橋站。此外，町民代表也希望急行電車與特急電車能停靠本站。而板倉町則提出快速電車增班並延後末班車時間。
2013年3月16日改點導入以下改善措施。
- 為了服務前往周邊高爾夫球場的球友，早晨下行特急「華嚴1號」增停本站。
- 區間快速的各站停車區間從原來的東武動物公園站以北縮短為新大平下站以北，包含本站在內的淺草站 - 新大平下站區間以快速運行。但是運行班次減少。

2017年4月21日改點廢除上述的區間快速、快速，上行列車除特急外全部改成往南栗橋。另外，特急「華嚴1號」時間提前，改為「Revaty華嚴1號、Revaty會津101號」。下午的上行特急「華嚴36號」也增停本站。
本站為島式月台2面4線地面車站，採跨站式站房設計。站內設有PASMO對應自動驗票閘門。
東口、西口、月台與剪票口層皆有電梯與電扶梯連通。

### 月台配置
| 月台 | 路線   | 方向 | 目的地                                                           |
| ---- | ------ | ---- | ---------------------------------------------------------------- |
| 1、2 | 日光線 | 上行 | 南栗橋、東武動物公園、 東武晴空塔線 北千住、東京晴空塔、淺草方向 |
| 3、4 | 日光線 | 下行 | 新栃木、東武日光、 鬼怒川線 鬼怒川溫泉、 宇都宮線 東武宇都宮方向 |

- 上述路線名使用旅客資訊上的名稱（「東武晴空塔線」為愛稱）。
- 2、3號線為本線，1、4號線為待避線。
- 每年8月第一個週六舉行古河市花火大會，當日會開行本站始發的臨時上行列車。

## 使用情況
2018年度1日平均上下車人次為3,966人。
- 2009年度，東洋大學的國際地域學部移往白山第2校區（日语：東洋大学白山キャンパス），使用人數大幅減少[7]。但是本站周邊正在進行住宅區開發，是日光線栗橋以北唯一持續增加的車站。

近年1日平均上下車人次變化如下。
| 年度               | 1日平均 乗降人員 |
| ------------------ | ---------------- |
| 1998年（平成10年） | 1,920            |
| 1999年（平成11年） | 2,482            |
| 2000年（平成12年） | 2,788            |
| 2001年（平成13年） | 3,351            |
| 2002年（平成14年） | 3,774            |
| 2003年（平成15年） | 4,162            |
| 2004年（平成16年） | 4,361            |
| 2005年（平成17年） | 4,288            |
| 2006年（平成18年） | 4,256            |
| 2007年（平成19年） | 4,505            |
| 2008年（平成20年） | 4,580            |
| 2009年（平成21年） | 2,930            |
| 2010年（平成22年） | 3,154            |
| 2011年（平成23年） | 3,337            |
| 2012年（平成24年） | 3,606            |
| 2013年（平成25年） | 3,895            |
| 2014年（平成26年） | 3,925            |
| 2015年（平成27年） | 4,120            |
| 2016年（平成28年） | 4,208            |
| 2017年（平成29年） | 4,105            |
| 2018年（平成30年） | 3,966            |

## 車站周邊

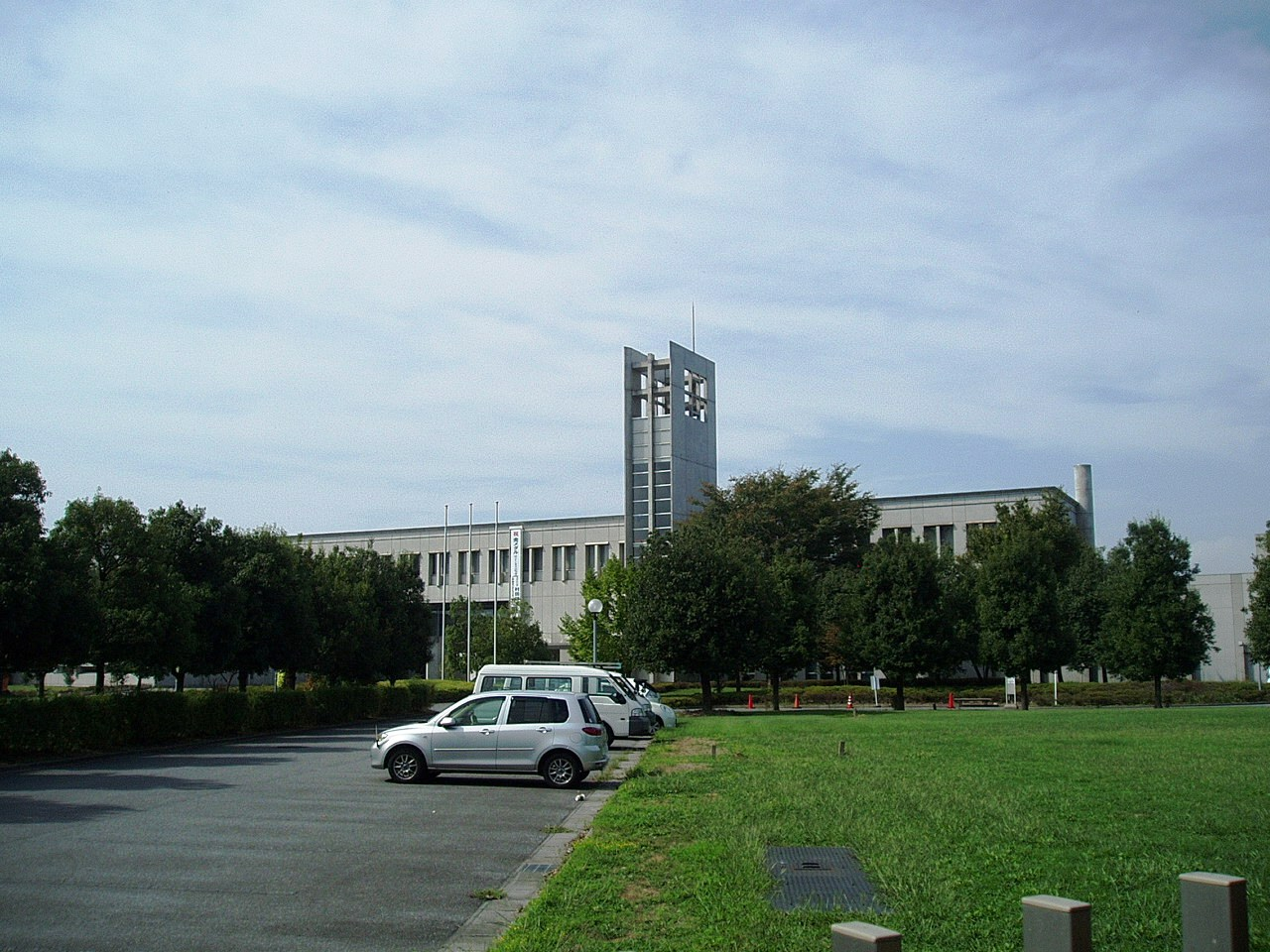
東洋大学板倉校區

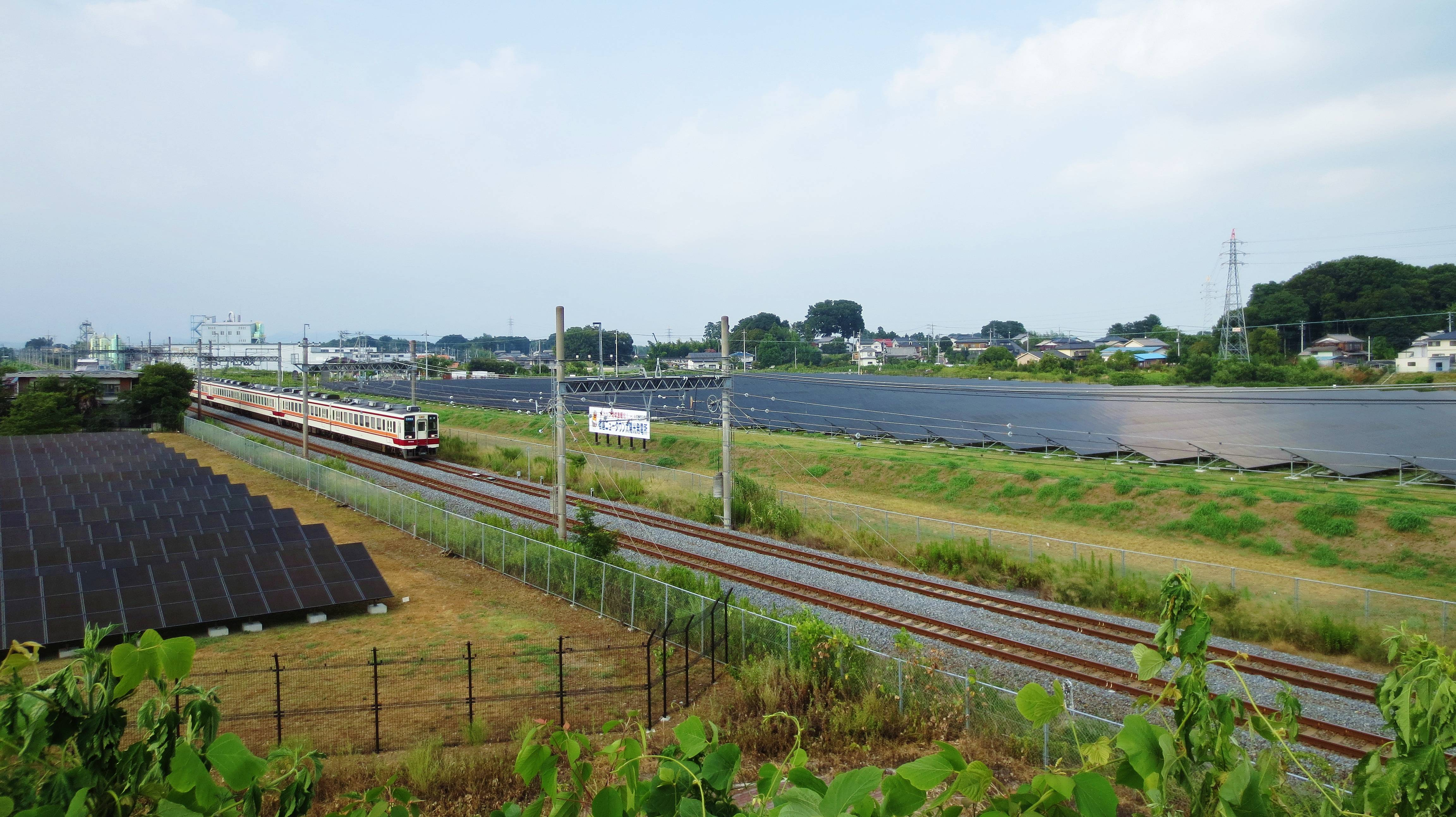
板倉新城太陽能發電所

周邊有正在開發的板倉新城。開業前的車站附近多為向日葵花田。
- Folio板倉購物中心
  - FRESSAY（日语：フレッセイ）
  - 三喜（日语：三喜）
- SUPER CENTER TRIAL
- 板倉町東部公民館
- 渡良瀨自然館（日语：わたらせ自然館）
- 文化財資料館、賴母子的枝垂櫻（日语：頼母子のシダレザクラ）
- JA邑樂館林板倉東支所
  - 海老瀬簡易郵便局
- 群馬銀行板倉新城支店
- 東洋大学板倉校區（日语：東洋大学板倉キャンパス）
- 渡良瀨遊水池（日语：渡良瀬遊水池）
- 板倉新城太陽能發電所

## 路線巴士

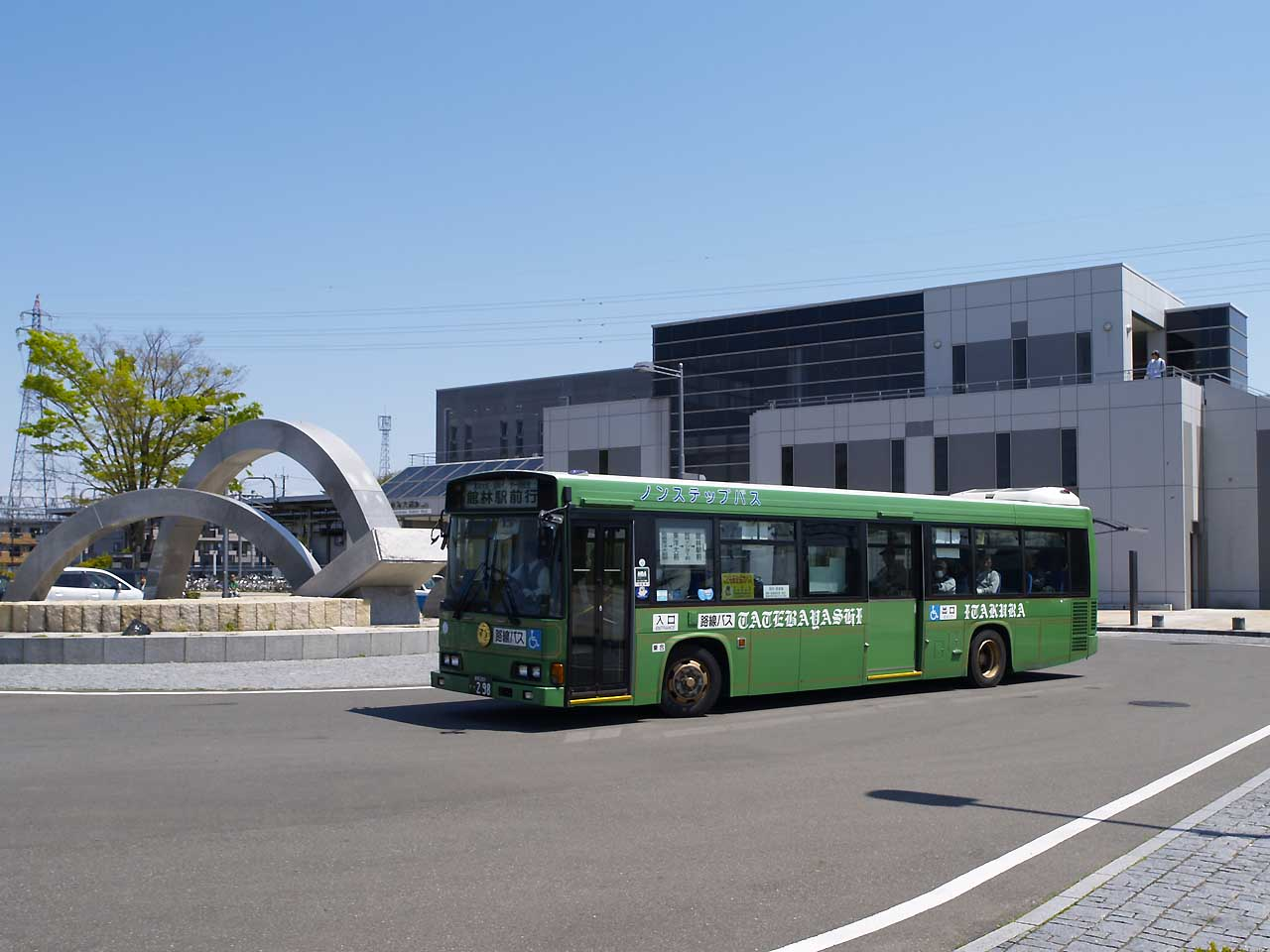
往館林站的路線巴士

### 西口
- 館林市外四町廣域公共路線巴士
  - 館林、板倉線
    - 往館林站東口（經館林交流道前）
    - 往館林站東口（經石塚）

  - 館林、板倉北線
    - 往館林站東口（經細內町）
    - 往館林站東口（經鄉內公民館前）

  - 館林、明和、板倉線
    - 往館林站東口（經下江黒）

## 東洋大学板倉校區廢止移轉與站名更改問題
2020年3月20日，東洋大學表示板倉校區將在2023年度廢除，2024年度移往埼玉縣內。東洋大学板倉校區廢止、移轉後的站名尚未決定。

## 相鄰車站
東武鐵道
 日光線
- ■特急「華嚴」、■特急「Revaty華嚴」「Revaty會津」部分停車站

■急行、■區間急行
栗橋（TS 04）－板倉東洋大前（TN 07）－新大平下（TN 10）
■普通
柳生（TN 06）－板倉東洋大前（TN 07）－藤岡（TN 08）

### 備註
1. 1 2  本站是私鐵唯一事例。包含JR在來線的話則有JR東日本東北本線古河站與JR九州肥薩線真幸站。

## 外部連結
- 板倉東洋大前（車站資訊） - 東武鐵道